# Britof (glasbena skupina)
Britof je slovenska heavy/stoner metal skupina iz Slovenj Gradca.

## Zgodovina
Britof, trio iz Slovenj Gradca, je nastal ko so se po začetnem iskanju članov skupaj zbrali glasbeniki zdajšnje zasedbe Alex Paradiž, Matej Pok in Jan Laznik, ki so bili dejavni tudi v skupinah Rollin' bastards, ZMP in Savage Semen. Točno leto nastanka zaenkrat še ni znano, zametki skupine pa segajo že v leto 2015. Trio je leta 2017 v samozaložbi izdal svoj prvi studijski album Britof. Za uradno predstavitev albuma so Britof 3. junija 2017 nastopili v Slovenj Gradcu v klubu Špajz skupaj z zasedbama Jegulja in Vigilance. Leta 2019 so se skladbo Ouroboros uvrstili tudi na kompilacijo metal izvajalcev iz saleške doline Metal 4 lignit, ki je izšel v samozaložbi.Do zdaj so se pojavili na številnih koncertih po Sloveniji,  januarja 2020 pa so skupaj z ostalimi sedemnajstimi punk in metal skupinami nastopili v Ljubljani na Dirty Skunks Fest.

## Slog
Skupina igra varianto heavy stoner/metal glasbe oziroma t.i. graveyard rock'n'roll. V njihovi glasbi se med drugim mešajo vplivi skupin kot so npr. Chrome Division (zlasti njihova prva plošča Doomsday Rock'n'roll), Mötorhead in poznejši Darkthrone.

## Zasedba

### Člani
Alex Paradiž – bobni in vokal
Matej Pok – električna kitara
Jan Laznik – bas kitara

## Diskografija

### Studijski albumi
- Britof (2017)
- Ruins (2022)

### Kompilacije
- Metal 4 lignit (2019)